# Teorie sítí aktérů

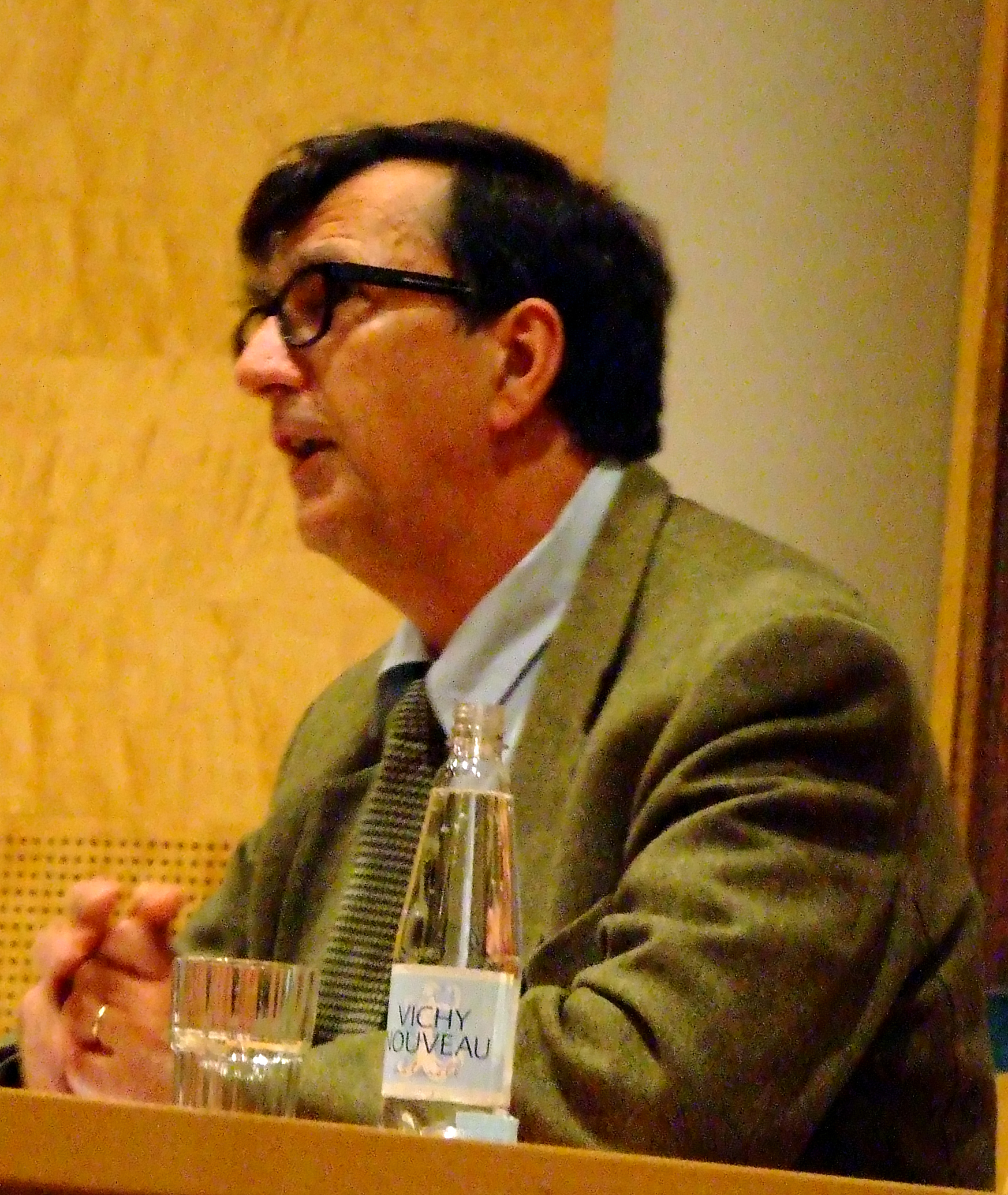
Bruno Latour (2005), hlavní autor teorie

Teorie sítí-aktérů, v angličtině Actor-Network Theory (zkráceně ANT) je sociologická teorie formulována Bruno Latourem za přispění sociologů Michela Callona a Johna Lawa. Od ostatních sociologických teorií se liší mimo jiné tím, že nezahrnuje pouze lidi, ale také objekty a organizace. Mluví se o nich jako o actors (aktéři, činitelé, agenti, elementi, herci).

## Historie a kontext
ANT byla poprvé představena v Centre de Sociologie de l'Innovation (CSI) na École nationale supérieure des mines de Paris v roce 1980 zaměstnanci Michelem Callonem, Bruno Latourem a hosty (mimo jiné Johnem Lawem).
ANT zdánlivě reflektuje předsudky francouzského poststrukturalismu, a zvláště pak zájem o nepodložené materiálně-sémiotické vztahy. Zároveň je mnohem pevněji zakotvená v akademických tradicích anglického jazyka než většina poststrukturalisticky ovlivněných postupů. Její kořeny ve vědecko-technologických studiích (zejména anglických), se odrazily v intenzivním odhodlání rozvíjet teorii skrze kvalitativní empirické případové studie. Mnoho z charakteristických nástrojů ANT (mimo jiné pojetí překladu, obecná symetrie a „různorodá síť“) spolu se scientometrickým nástrojem pro mapování inovací ve vědě a technice („analýza sousloví“), byly vyvinuty v osmdesátých letech devatenáctého století, převážně kolem CSI. Nejlepší myšlenky z ANT jsou popsány v Latourově knize z roku 1987 Science in action.
Od roku 1990 se stala ANT populární jako nástroj pro analýzu v mnoha dalších oborech. Byla použita například v organizační analýze, informatice, medicíně, geografii, sociologii, antropologii, studii feminismu a ekonomice. 
V dnešní době je ANT rozšířená, ač kontroverzní, škála materiálně sémiotických přístupů pro analýzu různorodých vztahů. Z části kvůli svojí popularitě je vykládána a používána v široké škále alternativ a někdy i neslučitelnými způsoby. V současné ANT není žádná ortodoxie a různí autoři používají tento přístup velice odlišnými způsoby.

## Princip teorie
Základem Actor-Network teorie je obecná představa heterogenní sítě. To znamená síť, která obsahuje mnoho různých (heterogenních) elementů. Činiteli mohou být nejrůznější materiály a entity. ANT tvrdí, že každý actor (aktant, činitel, agent, element, herec), ať už osoba, objekt nebo organizace, je pro sociální síť rovnocenně důležitý. Jako takový, je společenský řád efektem, který ovlivňuje hladký chod actor-network, protože sítě jsou spojením právě výše zmíněných heterogenních aktantů. Tento řád se začne hroutit, když se někteří aktanti odstraní nebo přibudou činitelé noví. Například odstranění telefonů, bank nebo prezidenta by mohlo způsobit pozoruhodná zhroucení ve společenském řádu.
Kupujeme-li výrobky v supermarketu, podle ANT by to znamenalo, že musíme zahrnout jak elementy zákazníka a pokladní, tak i pokladnu, peníze a výrobek. Do této sítě také zahrnují i na první pohled méně zřejmé objekty, jako je třeba oblečení zákazníka. Člověk bez oblečení by zřejmě nebyl vůbec za zákazníka považován, a tak by s největší pravděpodobností nebyl ani obsloužen.
Jestliže mluvíme o logickém závěru, skoro každý činitel může být považován pouze za sumu jiných, menších činitelů. Příkladem komplexního systému je automobil – obsahuje mnoho elektronických a mechanických komponentů, které řidič nevidí, a tak považuje auto za jediný objekt. Tento efekt je znám jako punktualizace (přesnost) a je podobný myšlence abstrakce v programování, které se zaměřuje na objekt. Když se actor network zhroutí, efekt punktualizace (přesnosti) se většinou také přeruší (ve výše uvedeném příkladu o automobilu by nefungující motor způsobil to, že by řidič začal vnímat auto jako shluk součástek, místo toho, aby v automobilu viděl dopravní prostředek. Toto může také nastat v případě, kdy prvky jedné sítě jednají protikladně k síti jakožto celku). Latour ve své knize Pandora´s Hope připodobňuje depunktualizaci (nepřesnost) k otevření Pandořiny skříňky.
V uvedených příkladech se ztělesňuje společenský řád a fungující auto tím, že dochází k úspěšným interakcím v příslušných sítích aktantů. Actor-Network teorie se o těchto výtvorech zmiňuje jako o znacích nebo kvazi-objektech, které kolují mezi činiteli uvnitř sítě. Vzestupná tendence předávání nebo odesílání znaku v síti tento znak zpřesňuje. Když je znak předáván opačným směrem (sestupně), přesnost ubývá. K úbytku přesnosti dochází také v případě, když činitel v předávání znaku zcela selže.
Metodologie ANT zdůrazňuje spíše vztahy než povahu samotných činitelů nebo výsledky těchto vztahů. Jde pouze o momentální vztahy mezi různými činiteli a aktanty. Tyto momentální vztahy se odehrávají mezi lidskými a nelidskými činiteli, které ANT nerozlišuje. Není rozdíl mezi člověkem, jeho nástroji a technologiemi, a to je důvodem většiny kontroverze, která obklopuje Actor-Network Theory. Kontroverze je způsobena již právě zmíněným nedostatkem rozlišování mezi lidmi a objekty. Běžný pohled je ten, že se lidé fundamentálně liší od zvířat a také od objektů.

### Materiálně-sémiotická metoda
I přesto, že se podle názvu jedná o „teorii“, ANT nevysvětluje „proč“ nebo „jak“ síť funguje. ANT je spíše způsob důkladného zkoumání relačních vazeb v rámci sítě. Jak poznamenává Latour, není to teorie „o čemkoliv“, ale spíše metoda „jak na to“.
Přístup souvisí s jinými verzemi materialistického sémiotiky (zejména práce filozofů Gilles Deleuze, Michel Foucault a feministické odbornice Donny Harawayové). Může být také chápán jako způsob, jak věrně porozumět etnometodologii a podrobným popisům toho, jak se společné aktivity, návyky a postupy udržují. Podobnosti mezi ANT a symbolickými interakčními přístupy, jako jsou novější formy situační analýzy existují, ačkoliv s tím Latour nesouhlasí.
Přestože je ANT většinou spojena se studiem vědy a techniky, dosahuje neustálého pokroku i v dalších oblastech sociologie. ANT je neochvějně empirická a jako taková přináší užitečné poznatky a nástroje sociologického šetření obecně. Byla nasazena ve studiích identity a subjektivity, systémů městské dopravy a závislosti. Přispívá také k neustálému pokroku v politické a historické sociologii.

### ANT a design
Actor-Network teorii lze využívat i v designu, s použitím perspektivy, která není omezena pouze na analýzu struktury objektu. Z pohledu ANT je design vnímán jako řada funkcí, které představují společenský, psychologický a ekonomický svět. ANT tvrdí, že objekty jsou navrženy tak, aby utvářely lidskou činnost a formovaly nebo ovlivňovaly naše rozhodnutí. Tímto způsobem design objektů zasahuje do lidských vztahů a může ovlivnit naši morálku, etiku, nebo dokonce politiku.

### Mediální studia
Vlivem procesů mediální konvergence vzniká síť, v níž jednotliví aktéři působí jako vzájemně propojené body a vníž existují i dílčí sítě s rozdílními parametry, které se rovněž vzájemně propojují. Aktéři jsou živí i neživí, jsou jimi editoři, redakční zaměstnanci, technologie, znalosti, rutiny. V rámci sítě probíhají neustálá vyjednávání, což upevňuje její podstatu.

## Kritika
Zastánci actor-network teorie trvají na tom, že neživí účastníci jsou v sitích a systémech na stejné úrovni jako ti živí. Kritici této teorie, mezi které patří i osobnosti jako Langdon Winner, zdůrazňují, že vlastnosti typické především pro lidskou populaci, jako je například úmyslnost, zásadně odlišují lidi od zvířat nebo věcí.
Zastánci této teorie oponují řadou argumentů:
- Nepřisuzují úmyslnost a podobné vlastnosti nelidským aktérům-sítím.
- Jejich pojetí sítě nepředpokládá a nepočítá s vlastnostmi jako záměrnost.

- Nerozdělují na lidské a nelidské, neboť v této teorii je jeden společný, heterogenní prostor.

ANT byla označována za nemorální. Wiebe Bijker na to reagoval tak, že o morálních a politických postojích je možné hovořit pouze v případě, že je síť dostatečně popsána ze všech úhlů pohledu. Všechny tyto pohledy byly proto podrobněji popsány v textu Stuarta Shapiro, který porovnával ANT s historií ekologie a tvrdí, že výsledky výzkumu ukazují na to, že je teorie více morální než metodologická, morální rozměr byl však upozaděn.